# Fitz-James (Oise)
Fitz-James ist eine französische Gemeinde mit 2.546 Einwohnern (Stand 1. Januar 2022) im Département Oise in der Region Hauts-de-France. Sie gehört zum Arrondissement Clermont, zur Communauté de communes du Clermontois und zum Kanton Clermont.

## Geographie
Die 26 Kilometer von Beauvais entfernte Gemeinde Fitz-James schließt sich nördlich an die Stadt Clermont an, von der sie durch die Flüsse Brèche und Arré (im Westen) getrennt wird, Weitere Nachbargemeinden sind im Nordwesten Airion, im Norden Erquery und im Osten Breuil-le-Sec. Durch das Gemeindegebiet verlaufen die hier als Schnellstraße ausgebaute Route nationale 31 und die frühere Route nationale 16 sowie ein kurzer Abschnitt der nur noch auf dem Teilstück bis Avrigny für Gütertransporte genutzten, im Übrigen stillgelegte Bahnstrecke von Rochy-Condé nach Soissons. Zur Gemeinde, deren Westteil ursprünglich als Grand Fitz-James und deren Ostteil als Petit Fitz-James benannt waren, gehören der Ortsteil Bécrel im Osten sowie das Gehöft Bois Saint-Jean im Norden. Der Ortsteil Béronne ist verschwunden und lebt nur in Flurnamen weiter. Das Schloss Fitz-James liegt isoliert in seinem Park im Westen der Gemeinde. Im Osten durchfließt der Bach Béronnelle das Gemeindegebiet.

## Toponymie und Geschichte
Die Gemeinde hieß im Mittelalter Warty; sie wurde 1710 nach James Fitz-James, dem natürlichen Sohn des Königs von Großbritannien Jakob II., in Fitz-James umbenannt.
Béronne war der Sitz einer nicht unbedeutenden Herrschaft, die in der Mitte des 13. Jahrhunderts aufgeteilt wurde, und in Bois Saint-Jean bestand ein Trinitarierkloster. Die Herrschaft Warty war in wechselnden Händen. Sie kam 1710 mit Airion und Fournival als Herzogtum an den als Marschall von Frankreich in französischen Diensten stehenden James Fitz-James, der 1704 das Schloss erworben hatte, und nahm den Namen Fitz-James an; später wurde das Herzogtum um Erquery, Étouy, Litz und La Rue-Saint-Pierre vergrößert. Der Weinbau in Fitz-James ging bis zum Jahr 1836 ganz ein. Das Schloss wurde 1809 abgebrochen. Die Familie Fitz-James kehrte in der Restauration zurück und ließ ein neues Schloss errichten, verkaufte den Besitz aber 1833. In der Mitte des 19. Jahrhunderts breitete sich das Psychiatrische Hospital von Clermont in Fitz-James aus.

### Bevölkerungsentwicklung
| Jahr                       | 1962 | 1968 | 1975 | 1982 | 1990 | 1999 | 2006 | 2012 | 2021 |
| -------------------------- | ---- | ---- | ---- | ---- | ---- | ---- | ---- | ---- | ---- |
| Einwohner                  | 1910 | 1966 | 2316 | 2470 | 2428 | 2421 | 2448 | 2349 | 2578 |
| Quellen: Cassini und INSEE |      |      |      |      |      |      |      |      |      |

## Sehenswürdigkeiten
- seit 1951 als Monument historique eingetragene Kirche Saint-Pierre-et-Saint-Paul aus der Übergangsperiode von der Romanik zur Gotik[1]
- Schloss, dessen Garten in das Vorinventar der bemerkenswerten Gärten eingetragen ist
- Zwei Wassermühlen aus dem 19. Jahrhundert
- Windmühle
- Calvaire

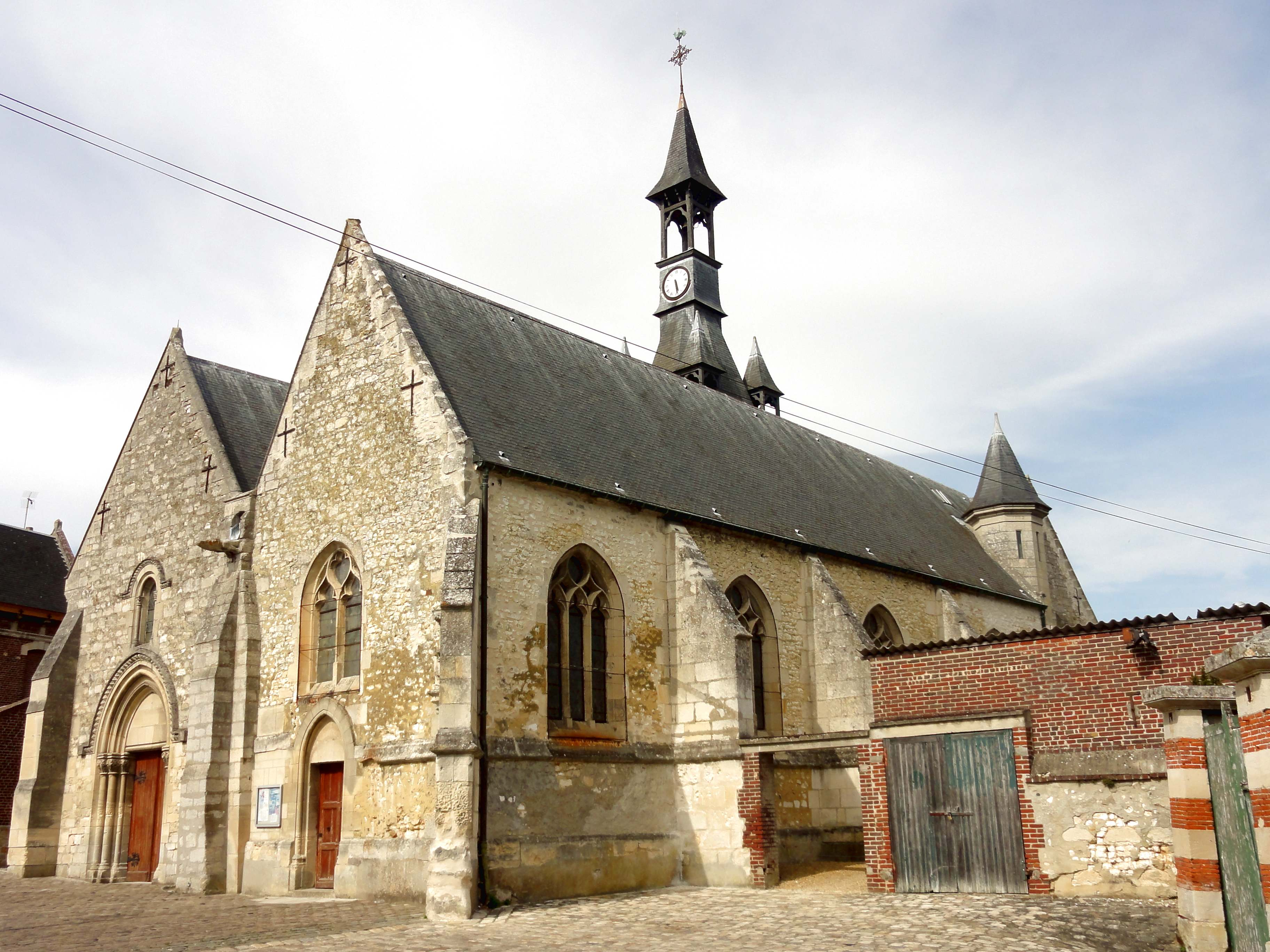
Kirche Saint-Pierre-et-Saint-Paul
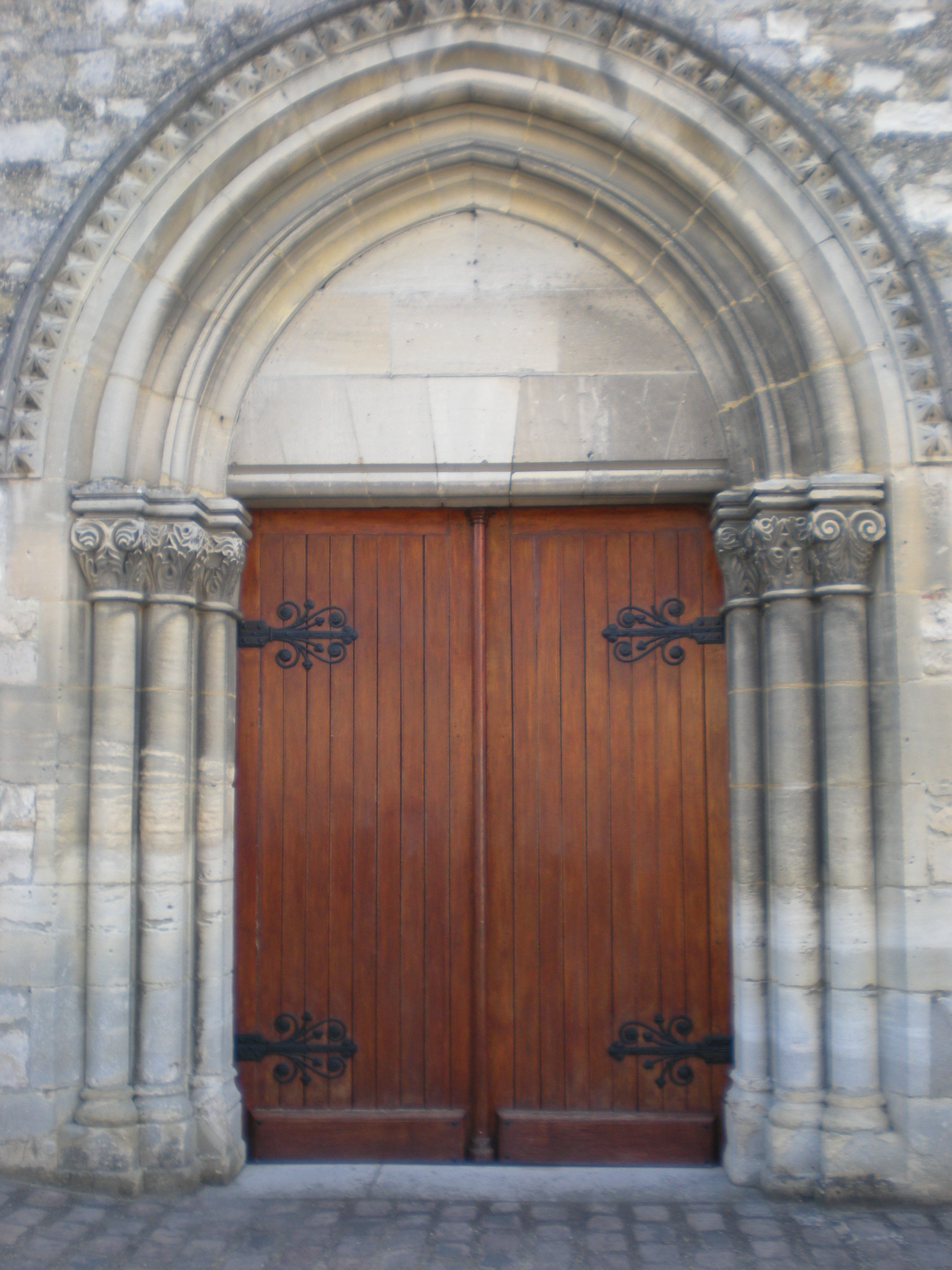
Portal der Kirche
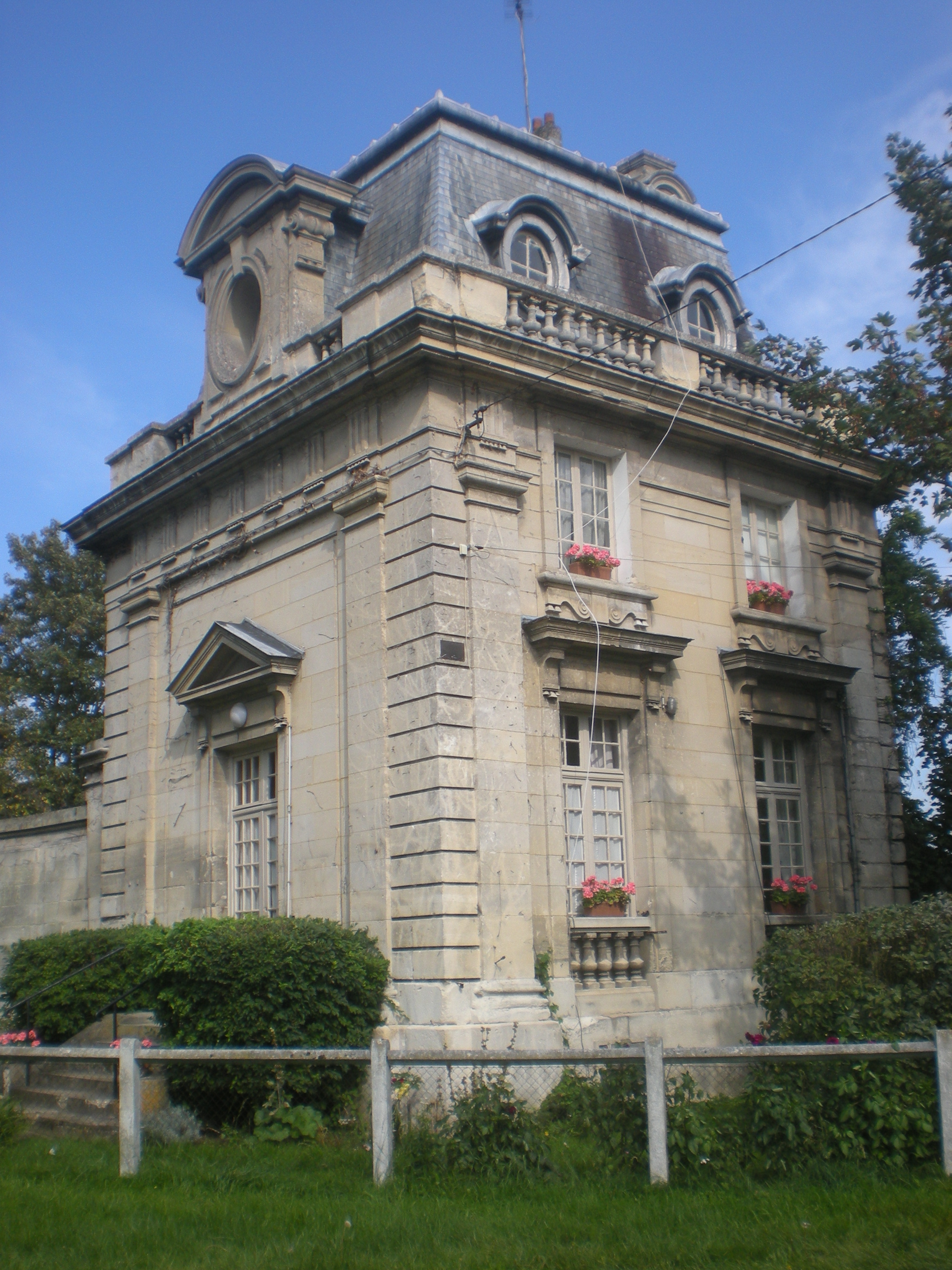
Eingangspavillon zum Schloss
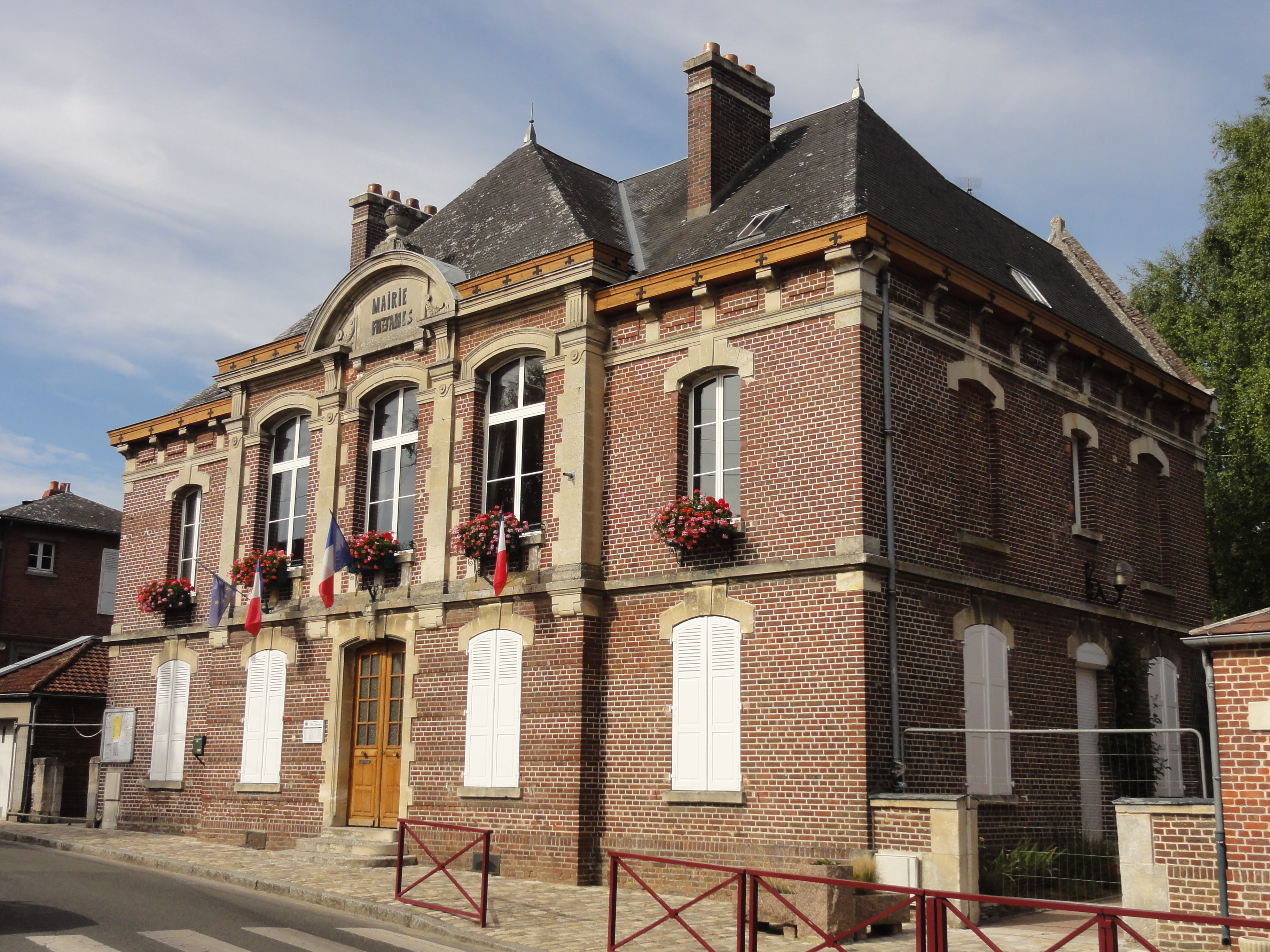
Mairie Fitz-James
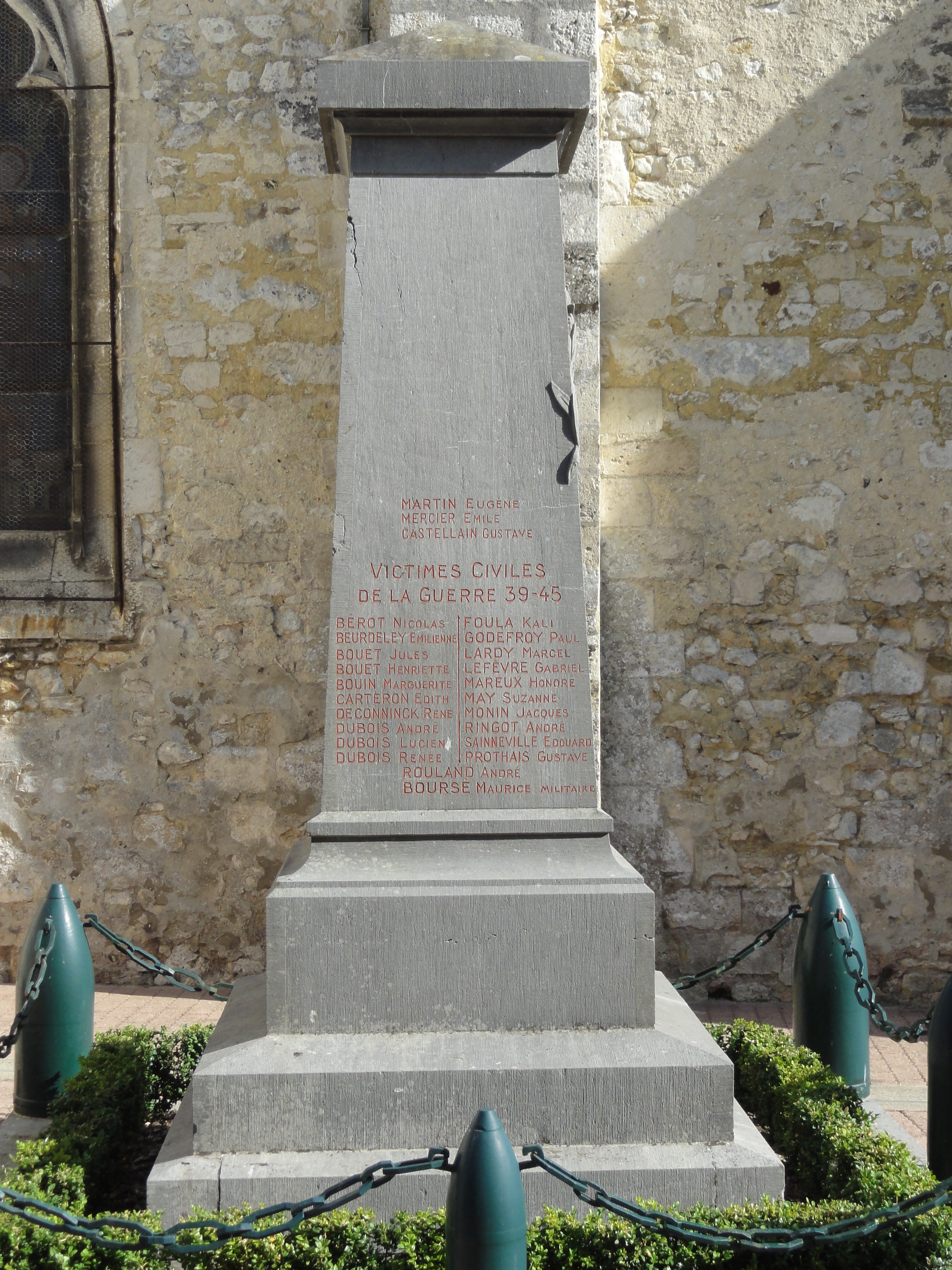
Gefallenendenkmal